# Amatorski Klub Filmowy

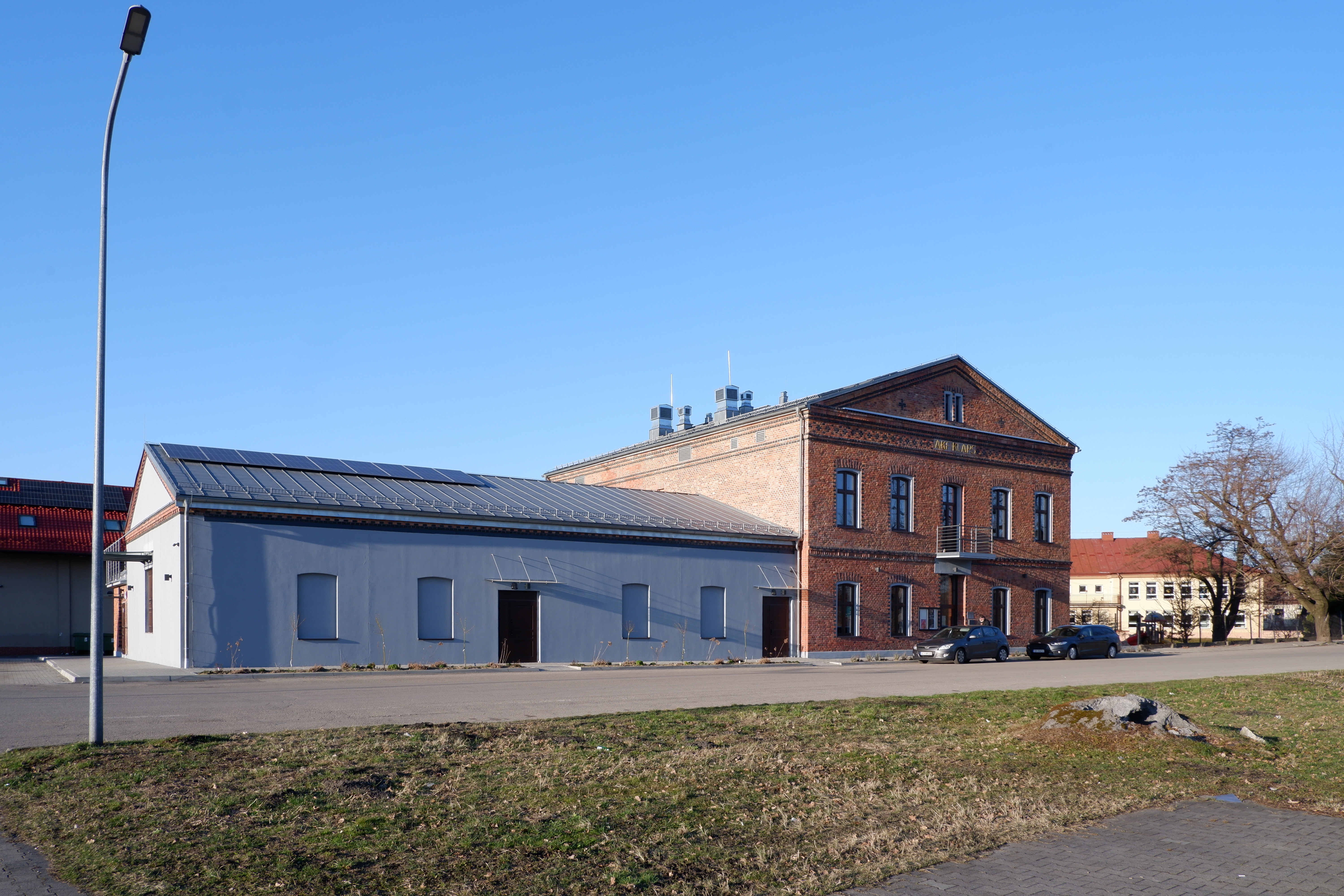
Budynek AKF Klaps w Chybiu.

Amatorski Klub Filmowy (AKF) – klub, którego członkowie uczą się podstaw filmowania i realizują głównie krótkie filmy dokumentalne, fabularne i animowane.
AKF-y zaczęły być popularne w Polsce od lat 50. wraz z powstaniem w Katowicach AKF-u Śląsk, który zgromadził utalentowanych filmowców amatorów, a z czasem także animatorów całego ruchu: Norberta Boronowskiego, Edwarda Poloczka, Jana i Danutę Maćkow, Stanisława Fischera i wielu innych. Klub nie tylko skupiał się na szkoleniu w zakresie filmowania, ale także promował kulturę filmową w regionie.
W krótkim czasie w ślad za AKF-em Śląsk, w całym kraju zaczęły powstawać kolejne kluby. W 1956 roku istniało 27 AKF-ów, a w 1969 roku – 228. Członkami AKF-ów mogli być zarówno dorośli, jak i dzieci, niezależnie od poziomu wykształcenia i umiejętności. Kluby działały w domach kultury, czy też przy zakładach pracy, które stawały się ich patronami, zapewniając sprzęt filmowy i taśmy – niezwykle drogie i trudno-dostępne dla indywidualnych filmowców amatorów w okresie PRL-u.
Część filmowców zaangażowanych w AKF-y skupiała się na realizacji kronik zakładowych i materiałów z uroczystości państwach, ale w ruchu powstawały także filmy oryginalne i odważne pod względem estetyki oraz poruszanych tematów. Kluby zrzeszone były w Federacji AKF-ów (obecnie Federacji Niezależnych Twórców Filmowych), która organizowała przeglądy i konkursy. Do najważniejszych z nich należały: Ogólnopolski Konkurs Filmów Amatorskich OKFA (obecnie Ogólnopolski Konkurs Filmów Niezależnych) oraz Festiwal Pol-8.
Ruch AKF-ów rozwijał się do końca lat 80., większość klubów upadła z powodu zmiany technologicznej – z tzw. "wąskich taśm" (taśm w formatach 16 mm, 8 mm, Super 8 mm) do technologii wideo, jak i transformacji systemowej. AKF-y istniejące do czasów obecnych: min. AKF Klaps z Chybia AKF Sawa z Warszawy, AKF Chemik z Oświęcimia oraz AKF "iks" Mikołów.
Wielu profesjonalnych filmowców rozpoczynało swoje kariery od działalności w ruchu amatorskim, m.in. Krzysztof Zanussi, Maciej Dejczer, Daniel Szczechura, Jerzy Ridan. O ruchu amatorskich klubów filmowych opowiada film Amator (1979) w reżyserii Krzysztofa Kieślowskiego.